# ActRaiser
Actraiser (アクトレイザー Akutoreizā?), publicado fuera de Japón con el título ActRaiser, es un videojuego de plataformas, construcción de ciudades, acción y simulación de dios desarrollado por Quintet en 1990 para la plataforma Super Famicom. El jugador controla a Dios ("El Maestro" en el mercado internacional) con el fin de salvar al mundo de la dominación de "El malvado" ("Tanzra" en el mercado internacional) mediante la purificación del suelo y el desarrollo de ciudades. Una secuela ActRaiser 2 fue desarrollada en 1993 para la misma plataforma. Una reedición en HD, llamado ActRaiser Renaissance (アクトレイザー・ルネサンス?), salió para múltiples plataformas el 2021.

## Personajes
Los protagonistas son El Maestro, controlado durante las secuencias de plataforma, y un ángel, como un cursor durante las secuencias de construcción,  mantenimiento y defensa de las ciudades. Los jefes del juego son Tanzra y sus Guardianes, llamados Minotaurus, Zeppelin Wolf, Pharaoh, Fire Wheel, Kalia y Arctic Wyvern en la versión en inglés.

## Argumento
El argumento trata sobre la lucha de El Maestro el Maligno. Según el folleto de instrucciones, El Maestro (Dios en la versión japonesa) fue derrotado en batalla contra Tanzra (Satán en la versión japonesa) y sus seis Guardianes. El se retiró a su palacio celestial para atender sus heridas y cayó en un profundo sueño. En ausencia del Maestro, Tanzra dividió el mundo en seis territorios, uno para cada uno de sus Guardianes; después, juntos convirtieron a las humanos en seres malvados o monstruos.
Después de varios cientos de años, El Maestro despierta totalmente recuperado, y descubre que ha perdido sus poderes debido a que las personas ya no creen en él. Vence a los Guardianes de Tanzra y recupera sus poderes mediante la reconstrucción de las civilizaciones y la comunicación con los seres humanos mediante la oración. Después de destruir a todos los Guardianes, ataca Death Heim, la fortaleza de Tanzra , y finalmente le derrota.
Tras derrotar a este, El Maestro y su ángel revisitan las muchas civilizaciones que ayudaron a construir y observan a los pueblos, notando que no hay nadie en los templos adorándole. El ángel señala que aunque las personas alguna vez rogaron a este en tiempos de problemas, ya no sienten la necesidad de hacerlo porque no están en peligro. Entonces, El Maestro y el ángel regresan al palacio celestial a la espera de un momento en que sean necesarios.

## Desarrollo

### Sistema de juego
El jugador controla a El Maestro , el protagonista principal del juego. Sin embargo, este nunca es controlado directamente, pues el jugador interactúa controlando un ángel y una estatua animada que le sirve como medio de encarnación. El jugador controla al ángel durante las secuencias de simulación del juego y a la estatua durante las secuencias de acción.
El palacio celestial es el único lugar en donde se guarda la partida, y en Renaissance permite cambiar dificultad.
El mapamundi está compuesto de 8 zonas, 6 de ellas que se listan son ciudades:
- Fillmore: la ciudad inicial, que está ambientada en la Europa medieval.
- Bloodpool: el lago sangriento que perjudica a la estatua si pisa esa agua en el primer acto.
- Casandra (mal trasliterado del japonés como Kasandora): una ciudad ambientada en el Egipto antiguo, pero con elementos de la Segunda Guerra Mundial.
- Aitos: una ciudad montañosa ambientada ambientada en Japón medieval.
- Marana: un conjunto de islas ambientado en el Amazonas.
- Northwall: la última ciudad ambientada en Groenlandia.

En el modo acción, permite a la estatua atacar, saltar y usar conjuros (6 en total). Los jugadores deben tener cuidado ya que hay enemigos, agujeros trampa, y clavijas u otras trampas. En la versión de Super Nintendo, todas las plataformas son temporizadas, debido a que usa el sistema de puntajes, y usa pergaminos para usar conjuros, mientras que en Renaissance la estatua usa el nuevo sistema de puntos de magia para usar conjuros, lo cual es ampliado mediante pergaminos ubicados en tres partes secretas de cada zona (exc. en la zona final) y solo las guaridas son temporizadas. Si la estatua muere, pierde una vida y tiene que empezar desde el último punto de control. Si pierde todas las vidas (exc. en fácil de Renaissance, debido a que las vidas son infinitas), acaba la partida y regresará al palacio celestial.
El modo de simulación, que requiere completar el primer acto de cada ciudad para desbloquearlo, conlleva proteger y guiar a las civilizaciones hacia la prosperidad, empezando con dos seres humanos. Esta parte del juego requiere que el jugador lleve a cabo acciones que incentiven el crecimiento de la población, incluyendo la planificación de caminos y el uso de relámpagos, lluvia, luz solar, viento y terremotos. El ángel puede destruir con sus flechas a los monstruos del área y ayudar a Dios al indicar dónde construir y realizar milagros
Un obstáculo en el modo simulación es la presencia de monstruos voladores que intentan impedir el avance de las civilizaciones. El origen de los monstruos son diversas guaridas alrededor de la región que continuamente engendran estas criaturas. A medida que la población se expande, esta puede sellar las guaridas de los monstruos, lo que previene que se engendren, eliminando finalmente a todos los monstruos voladores de la región. En Renaissance, también requiere intervención del maestro, que permite entrar a las guaridas, cambiando al modo de plataformas en el proceso, y destruir las semillas de demonio en su interior. Esto incrementa el nivel de la región, permitiendo que se construyan estructuras más avanzadas e incrementando la población potencial. Una vez que todas las guaridas hayan sido selladas, la población empezará a construir los hogares más avanzados. El jugador adquiere experiencia mediante el aumento de la población total del mundo, otorgándole un incremento de puntos de vida y de puntos especiales, necesarios para la realización de milagros. (exc. en Renaissance, ya que usa la barra de fe en vez de la población, lo cual debe ser llenada para aumentar de nivel y solo se llena al completar misiones.)
En Renaissance, existe un nuevo modo de proteger el santuario, lo cual impide que el ángel ataque directamente debido a la altura, los conjuros tardan más en cargarse y solo puede comandar a 3 personajes a la vez, el primero del mapa actual y los otros 2 son invocados después de completar los dos actos, además de colocar barricadas y hasta 3 campanas de atracción entre descansos. Debido a esa inclusión, los jugadores necesitan materiales para construir y mejorar torres y barreras con puerta y solo se hace antes de que la pantalla se oscuresca o inicie la misión. Si la misión de proteger el santuario fuese completa, los personajes del mapa obtendrán sus orbes necesarios para subir de nivel y mejorar sus parámetros. Si falla en proteger el santuario u otro tipo de objetivo en una misión, acaba la partida, pero permite reintentarla o abandonarla, esa última opción es útil para hacer reparaciones.
El último nivel, Death Heim, es una secuencia de pelea contra los Guardianes, culminando con la batalla final contra Tanzra .
Alcaleone es un mapa nuevo, exclusivo de Renaissance.

### Contexto religioso y mitológico
El juego es una alegoría del monoteísmo cristiano. Como se revela en el texto japonés de la secuela, el nombre original del protagonista es Dios, y el del antagonista es Satanás. Según Douglas Crockford en Expurgation of Maniac Mansion, Nintendo of America tenía una política estricta respecto al contenido de los juegos a principios de la década de 1990, especialmente cuando se trataba de temas que podrían ser considerados ofensivos, con una categoría general que prohibía incluir cualquier tema o diálogo obviamente religiosos. Debido a esto, el personaje principal del juego se llamó Amo, aunque la alegoría sigue siendo obvia, pues viaja por el orbe en un palacio en una nube, acompañado por un ángel; mata demonios; crea vida; realiza milagros; y la población del mundo le ora.
Las guaridas de los monstruos tienen la forma de Estrellas de David y los jefes están basados en religiones y mitologías reales, tales como la mitología griega y el hinduismo. El concepto de religión se explora más al final del juego, cuando Dios y el ángel descubren que los templos del mundo se han vaciado y que las personas han perdido su concepto de fe y de necesidad de una deidad ahora que se ha quitado todo sufrimiento de sus vidas. Ambos dejan el planeta para regresar cuando sea necesario.

### Diferencias entre versiones
Además del idioma y de las omisiones de contexto mencionadas anteriormente, hubo algunos cambios gráficos y musicales, y las secciones de acción son más difíciles en la versión original.
En la versión norteamericana, el modo de historia ofreció lo siguiente: escenarios de plataformas más fáciles, enemigos recibieron nuevos ataques, conjuros que requieren menos pergaminos, las clavijas ya no matan instantáneamente a la estatua y se aumento de tiempo requerido para completar el acto. Sin embargo, el modo de simulador es más difícil; por ejemplo, es muy difícil sacar el máximo nivel en esa versión. El modo profesional, activado tras terminar el modo de historia, el cual solo involucra las secuencias de acción, contiene el nivel de dificultad de la versión japonesa.
En la publicación PAL, el modo de acción, equivalente al modo profesional norteamericano, está disponible en la pantalla de menú desde el inicio, y el modo historia ofrece tres dificultades: difícil, normal y fácil; la última es exclusiva de PAL.
En Renaissance, las tres dificultades se encuentran disponibles, cada una con el número de intentos distintos. Los escenarios de plataformas del modo historia también se pueden repetir a diferencia de la entrega original y se eliminó el temporizador. También se agregó el modo de proteger el santuario, que usa el mismo mapa que el de simulación.

### Adaptaciones
Se hizo una versión modificada del juego para la plataforma Nintendo Super System. Esta versión arcade ofrece solo las etapas de acción, similar al modo profesional de la versión norteamericana, y tiene un sistema de puntos diferente.[cita requerida]
Square Enix hizo una adaptación del original para teléfonos móviles publicada por Macrospace el 1 de septiembre de 2004. Consiste de los tres primeros niveles de plataformas del juego, con las porciones de construcción de ciudades completamente omitidas; sin embargo, los críticos de IGN y GameSpot la consideran inferior a la versión original.
También está disponible para la Consola Virtual de Wii. Se publicó en Japón el 20 de marzo de 2007, en Europa el 13 de abril de 2007 y en América del Norte el 28 de mayo de 2007. Aunque el juego fue publicado por Enix, Square Enix es el titular de los derechos de la edición para la Consola Virtual.[cita requerida]

### Música

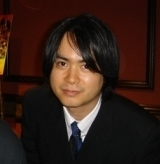
Yūzō Koshiro, compositor de la música de ActRaiser.

El juego es reconocido por su música, la cual fue compuesta por Yūzō Koshiro. Su publicación tras seis meses del lanzamiento de la consola demostró el potencial composicional que representó para proyectos futuros, subrayando su capacidad de usar y manipular comparativamente muestras de alta calidad.[cita requerida] El 25 de enero de 1991 se publicó en Japón una banda sonora de un solo disco. El 21 de septiembre de 1991 se publicó una banda sonora arreglada más corta que la anterior con el título Symphonic Suite from Actraiser. En 2004, una mezcla de la música del juego, arreglada por el compositor original, fue interpretada en vivo en el segundo Symphonische Spielemusikkonzerte anual en Leipzig, Alemania.

## Recepción y crítica
Se vendió cerca de 620 000 copias en todo el mundo; 400 000 de ellas en Japón, 180 000 en los Estados Unidos y 40 000 en Europa.
ActRaiser fue premiado en la categoría de Mejor Música en 1993 por Electronic Gaming Monthly. El 12 de diciembre de 2003 fue incorporado a los Mejores Juegos de Todos los Tiempos de GameSpot. Fue posicionado en el lugar 150 de los mejores juegos hechos en un sistema Nintendo en la lista de los Mejores 200 Juegos de Nintendo Power.[cita requerida]
En 2007, ScrewAttack posicionó a ActRaiser en el primer lugar en su Top 10 Big Names That Fell Off, una lista de juegos que en días pasados fueron extremadamente populares, aun si fueron buenos o malos, pero que desde entonces han quedado olvidados. También fue puesto en el décimo lugar de su lista Top 20 SNES Games.